# Uzbl
Uzbl ist ein freier minimalistischer Webbrowser für Unix-ähnliche Betriebssysteme, der auf WebKit basiert. Die letzte Aktivität im Entwicklerteam war die Veröffentlichung der Programmversion 0.9.1 im Jahr 2016, weshalb davon auszugehen ist, dass das Projekt eingestellt wurde. Weil somit seither auch keine Sicherheitslücken mehr behoben oder auf aktuelle WebKit-Versionen umgestiegen wurde, stehen Sicherheitsaspekte der Verwendung der veralteten Software entgegen.
Der Name Uzbl wird homophon zu dem englischsprachigen Wort usable ausgesprochen, was benutzbar oder brauchbar bedeutet.
Uzbl wurde ursprünglich für Arch Linux entwickelt und wie dieses dem Minimalismus verpflichtet. Der Entwurf folgt Unix-Idealen – z. B. wiederverwendbare, optimierte Werkzeuge für jeweils nur eine Aufgabe zu haben. Dadurch ist die Software auch sehr schlank und schnell.

## Technologie
Uzbl wird in C entwickelt und als freie Software unter der GNU General Public License (GPL, Version 3) veröffentlicht. Für das Rendering wird WebKit benutzt. Die Funktionalität ist erweiter- und anpassbar durch eingebundene Skripte. Konfigurationen werden in ASCII-Textdateien gespeichert. Er kann über Standardeingabe (FIFO-Pipe) und POSIX Local IPC Sockets gesteuert werden; es kann auch eine Datei übergeben werden, wie es auch mit der Konfigurationsdatei geschieht.

## Merkmale
Uzbl kümmert sich im Grunde nur um das Browsen; jegliche weitere Funktionalität soll von außerhalb des Browsers z. B. durch Skripte oder anderer Software zur Verfügung gestellt werden. Dadurch soll der Browser so weitgehend wie möglich anpassbar sein. Die Oberfläche wird bis auf eine Statusleiste vollständig vom dargestellten Dokument ausgefüllt und hat also keinerlei Bedienelemente oder ähnliches. Für ein Multiple Document Interface mit Registerkarten steht ein Python-Skript namens uzbl-tabbed zur Verfügung, das als Beispielskript standardmäßig mitgeliefert wird.
Die Verwendung von WebKit als Rendering Engine trägt viel zur hohen Geschwindigkeit bei, gewährleistet ein hochwertiges Rendering, das z. B. den Acid-3-Test fehlerfrei besteht und bringt eine gute Unterstützung für viele Webstandards (HTML, XML, XPath, CSS, ECMAScript, DOM, SVG) und eine Schnittstelle für Netscape-Erweiterungsmodule (z. B. für Flash).

### Bedienung
Er kann mit frei definierbaren Tastenkombinationen vollständig mit der Tastatur bedient werden. Die Tastatursteuerung ist jedoch nicht für das Aufrufen von Hyperlinks und Aktionen nötig, die im Kontextmenü vorhanden sind, oder auf Maustasten gelegt, wie z. B. das Blättern durch die Seitenbesuchs-Chronik. Die Bedienung per Tastatur ist zunächst vergleichsweise schwer zu erlernen, jedoch nachher im Gebrauch effizienter. Das Konzept des tastaturgestützten Auswählens von Hyperlinks oder anderen Elementen im angezeigten Dokument orientiert sich an der Firefox-Erweiterung Vimperator: Aus den Verweisen im jeweils sichtbaren Dokumentausschnitt wird ein bestimmter ausgewählt und dazu eine Aktion wie das Öffnen des jeweils adressierten Dokumentes ausgelöst. Dies geschieht, indem eine der auf Knopfdruck eingeblendeten, den Verweisen zugeordneten Nummern oder eine Zeichenfolgen aus dem gewünschten Verweis bis zur Eindeutigkeit eingegeben wird.

## Geschichte
Die Idee zu dem neuen Browser entstand im Frühjahr 2009 im Webforum von Arch Linux, da kein Browser auffindbar war, der strikt nach der Unix-Philosophie gestaltet ist. Dieter Plaetinck begann daraufhin mit der Entwicklung und wurde bald von weiteren Entwicklern aus einer sehr aktiven Community unterstützt. Am 21. April wurde erster Code veröffentlicht. Das Produkt war schon nach zwei Monaten Entwicklungszeit in einem benutzbaren Zustand. Es stehen neben Kompilieranleitungen für eine Reihe von Linux-Distributionen und Mac OS X/Darwin (MacPorts) auch einige fertige Binärpakete zur Verfügung, wenngleich es noch keine offiziell als stabil gekennzeichnete Version gibt.
Am 21. September 2009 wurde Uzbl in das Debian-Betriebssystem aufgenommen und dort am 2. Oktober 2009 in den testing-Zweig übernommen.